# 弗拉赫特
弗拉赫特是德国莱茵兰-普法尔茨州的一个市镇。总面积4.45平方公里，总人口1098人，其中男性555人，女性543人（2011年12月31日），人口密度247人/平方公里。